# Horst (Sundhagen)
Horst is een ortsteil van de Duitse gemeente Sundhagen in de deelstaat Mecklenburg-Voor-Pommeren. De plaats ligt ongeveer 15 kilometer oostelijk van de stad Grimmen en westelijk van Greifswald. Ten westen van de voormalige gemeente verloopt de Bundesstraße 96 en ten oosten de Bundesstraße 105.
Op 7 juni 2009 fuseerde de tot dan toe zelfstandige gemeente Horst met de gemeenten Behnkendorf, Brandshagen, Kirchdorf, Miltzow, Reinberg en Wilmshagen tot de nieuwe gemeente Sundhagen. Horst bestond uit de ortsteilen Horst, Jager, Gerdeswalde, Segebadenhau en Wendorf.

## Referenties

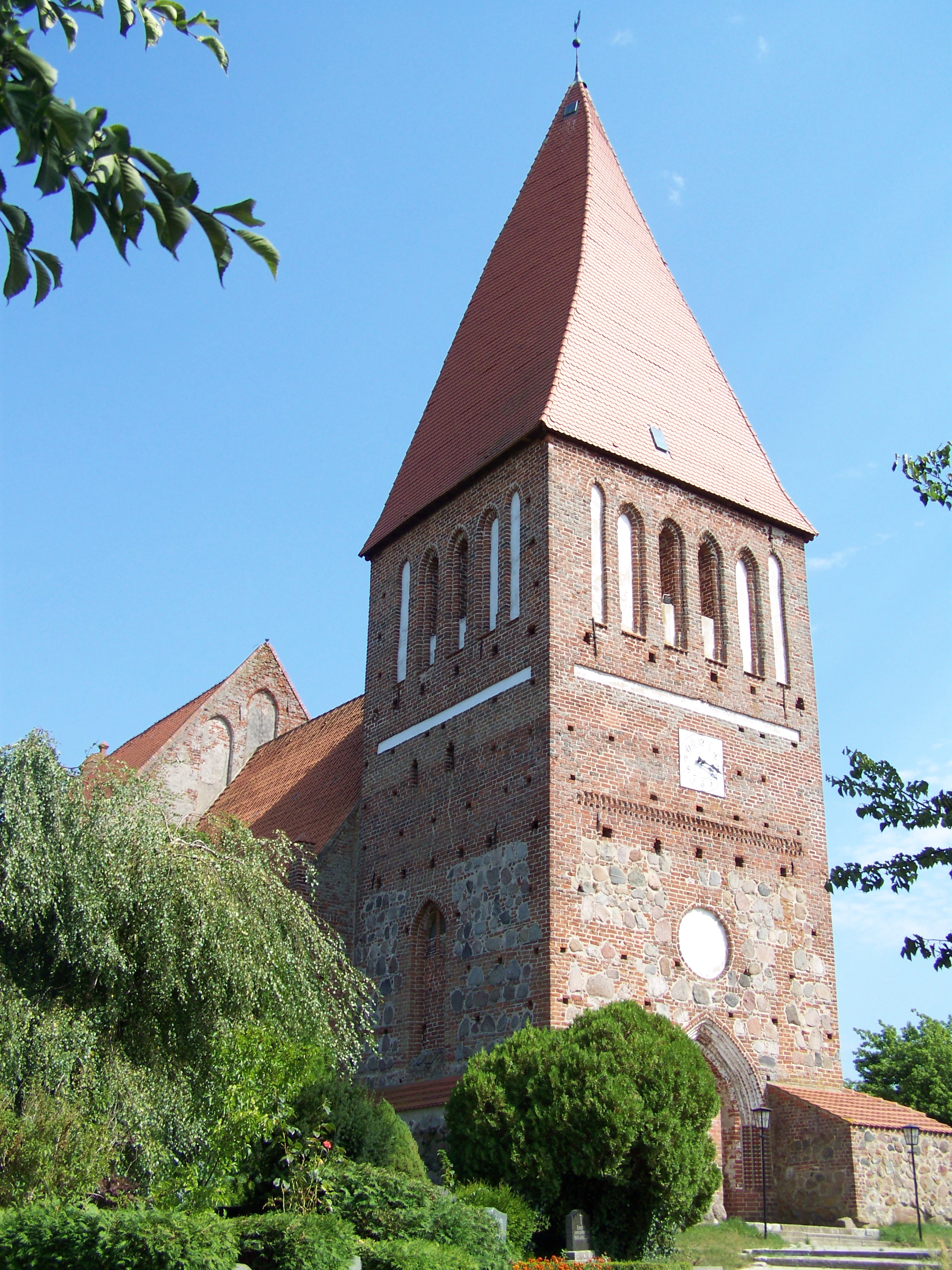
Kerk van Horst